# Нова Весь (гміна Бусько-Здруй)
Нова Весь (пол. Nowa Wieś) — село в Польщі, у гміні Бусько-Здруй Буського повіту Свентокшиського воєводства.
У 1975-1998 роках село належало до Келецького воєводства.